# Hyalurga leucophaea
Hyalurga leucophaea är en fjärilsart som beskrevs av Walker 1854. Hyalurga leucophaea ingår i släktet Hyalurga och familjen björnspinnare. Inga underarter finns listade i Catalogue of Life.